# Lepe (kommun)
Lepe är en kommun i Spanien.   Den ligger i provinsen Provincia de Huelva och regionen Andalusien, i den sydvästra delen av landet, 500 km sydväst om huvudstaden Madrid. Antalet invånare är 27 214. Arean är 129 kvadratkilometer. Lepe gränsar till Isla Cristina, Villablanca, Ayamonte, Sanlúcar de Guadiana och Cartaya. 
Terrängen i Lepe är platt.